# University College de Londres
Pour les articles homonymes, voir UCL.
L'University College de Londres, couramment abrégé « UCL », est une prestigieuse université britannique, la plus ancienne de Londres. Elle fait partie de l'Université de Londres. 
UCL est classée 8e meilleure université mondiale par le QS World University Rankings en 2020, 15e par le Times Higher Education World University Rankings, ainsi que 5e en Europe, 4e au Royaume-Uni (après l'université d'Oxford, l'université de Cambridge et l'Imperial College London) par ces deux mêmes classements,. Elle est également classée 15e par le Academic Ranking of World Universities.
The Complete University Guide a classé UCL comme 9e université la plus sélective du Royaume-Uni et 3e à Londres, derrière Imperial College London et LSE. Membre du Russell Group of Universities et du Golden Triangle britannique, UCL fut la première université britannique à admettre des étudiants sans distinction de race, de classe sociale, de religion ou de sexe. Avec ses 38 000 étudiants, UCL est un des plus grands collèges constitutifs de l'université de Londres.

## Géographie et emplacement

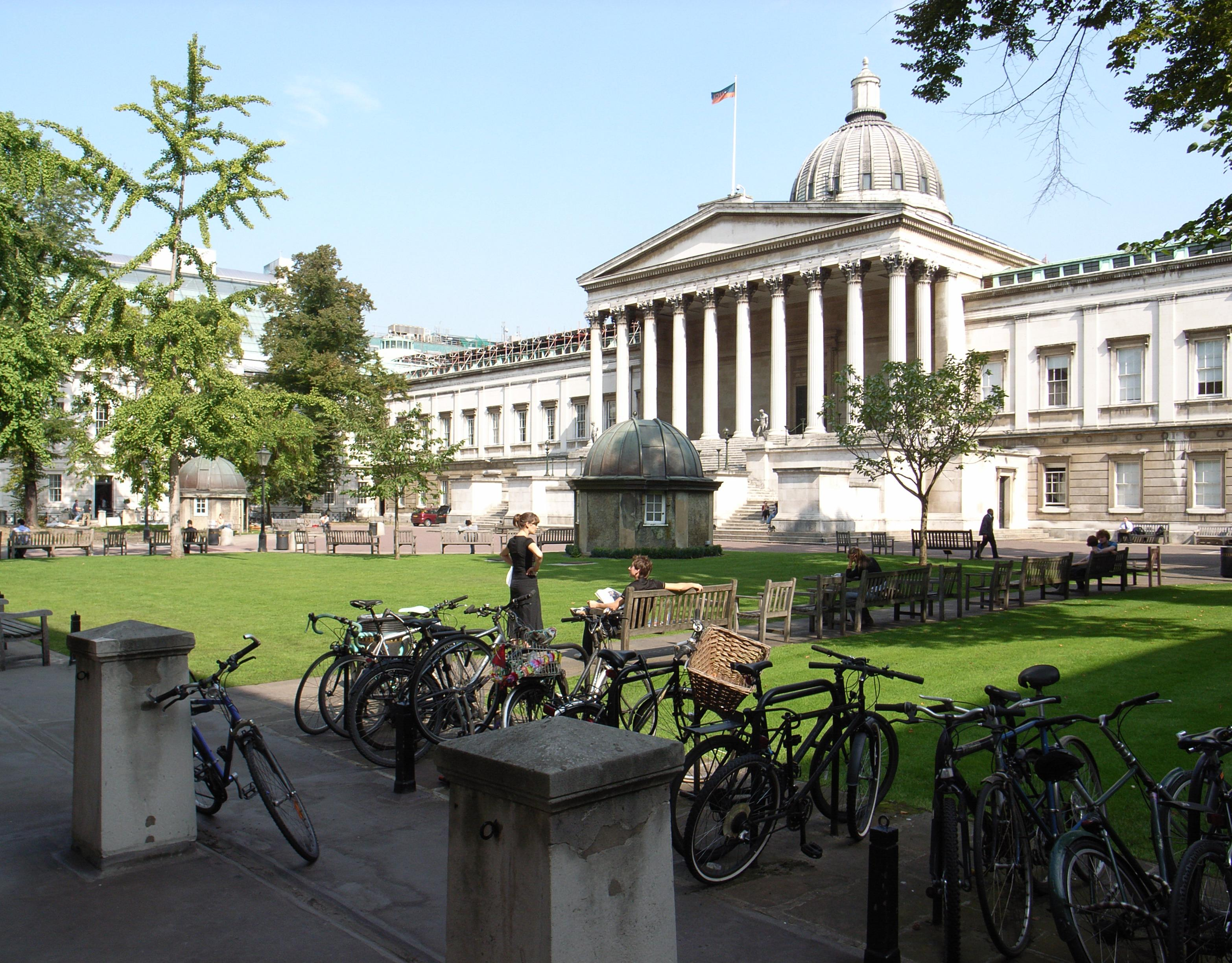
L'University College de Londres.

L'University College de Londres se trouve dans le quartier de Bloomsbury au centre de Londres. Le campus principal se trouve sur Gower Street, mais certains bâtiments de l'UCL se trouvent ailleurs dans Londres. Le campus de Gower Street inclut les bibliothèques générale et scientifique, les facultés de langues, d'histoire, de biologie et de physique, le théâtre de Bloomsbury et le musée Petrie. D'autres bâtiments se trouvent dans les rues voisines de Gordon Street et Gordon Square : l'Institut d'Archéologie, la faculté de chimie, la Bartlett School of the Built Environment et la School of Slavonic and East European Studies (centre d'études de l'Europe centrale et de l'Est).
Les environs de l'UCL sont occupés par d'autres institutions renommées, comme le British Museum, la British Library, la Royal Academy of Dramatic Art, la British Medical Association (association des médecins britanniques), et d'autres écoles et instituts de l'université de Londres, comme la School of Oriental and African Studies, Birkbeck, University of London, l'Institute of Education et la School of Advanced Study.
La station de métro de Londres la plus proche du campus principal est celle de Euston Square. Le campus est également proche des stations de Warren Street, Russell Square et Goodge Street, ainsi que de celle de Euston Station.

## Histoire

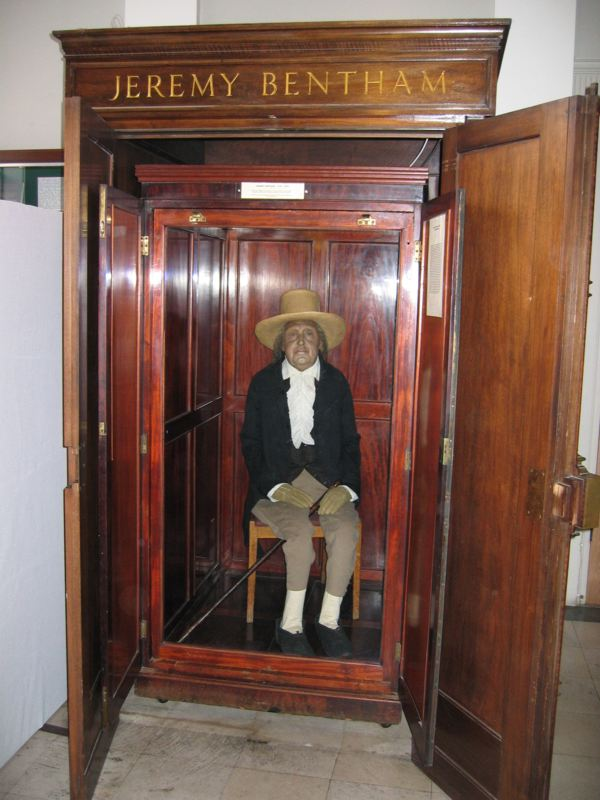
Reliquaire de Jeremy Bentham à l'UCL.

L'University College est fondé en 1826 sous le nom de « London University », pour créer une alternative laïque aux universités religieuses d'Oxford et de Cambridge. Le philosophe Jeremy Bentham est considéré comme le père spirituel de l'UCL, ayant joué un rôle majeur dans son développement.
En 1877, l'University College commence à accueillir les femmes.
En 1836, l'établissement prend le nom d'« University College London » et reçoit le droit de décerner des diplômes, en rejoignant le King's College London pour créer l'université de Londres. En 1907, lors de la restructuration de l'université de Londres, beaucoup de collèges constitutifs, dont l'UCL, perdent leur statut d'établissement séparé, jusqu'en 1977 où une nouvelle charte restaure l'indépendance de l'UCL.

## Classement académique
Les données et classements de cette section ne datent pas de l'année 2018/19. Une actualisation est en cours.
Décrite par le Sunday Times comme une université de premier plan reconnue mondialement, possédant un chiffre d'affaires annuel de près de 600 millions de livres sterling et fort des 32 prix Nobel et 3 médailles Fields issus de sa communauté,, UCL peut depuis 2005 décerner ses propres diplômes. Son président actuel est le Dr Michael Spence.
|                                           | 2024 | 2010 | 2009 | 2008 | 2007 | 2006 | 2005 |
| ----------------------------------------- | ---- | ---- | ---- | ---- | ---- | ---- | ---- |
| The Times Good University Guide           | 6e   | 5e   | 7e   | 6e   | 5e   | 6e   | 6e   |
| The Guardian University Guide             | 8e   | 6e   | 7e   | 5e   | 4e   | 4e   | 7e   |
| The Sunday Times University Guide         |      | 4e   | 4e   | 6e   | 5e   | 5e   | 5e   |
| The Independent Complete University Guide |      | 8e   | 8e   | 6e   |      |      |      |
| The Daily Telegraph                       |      |      |      |      | 6e   |      |      |

|                                                                 | 2025 | 2024 | 2023 | 2022 | 2021 | 2020 | 2019 | 2018 | 2017 | 2016 | 2015 | 2014 | 2013 | 2012 | 2011 | 2010 | 2009 | 2008 | 2007 | 2006 | 2005 | 2004 | 2003 |
| --------------------------------------------------------------- | ---- | ---- | ---- | ---- | ---- | ---- | ---- | ---- | ---- | ---- | ---- | ---- | ---- | ---- | ---- | ---- | ---- | ---- | ---- | ---- | ---- | ---- | ---- |
| QS World University Ranking                                     | 9e   | 9e   | 8e   | 8e   | 10e  | 8e   | 10e  | 7e   | 7e   | 7e   | 5e   | 4e   | 4e   | 4e   | 7e   |      | 4e   | 7e   | 9e   | 25e  | 28e  |      |      |
| Times Higher Education World University Rankings                | 22e  | 22e  | 22e  | 18e  | 16e  | 15e  | 14e  | 16e  | 15e  | 14e  |      |      | 21e  | 17e  | 17e  | 22e  |      |      |      |      |      |      |      |
| Academic Ranking of World Universities (Classement de Shanghai) |      | 16e  | 17e  | 18e  | 17e  | 16e  | 15e  | 17e  | 16e  | 17e  | 18e  | 20e  | 21e  | 21e  | 20e  | 21e  | 21e  | 22e  | 25e  | 26e  | 26e  | 25e  | 20e  |
| US News Best Global Universities Rankings                       |      | 7e   |      |      |      |      |      |      |      |      |      |      |      |      |      |      |      |      |      |      |      |      |      |
| Global University Ranking                                       |      |      |      |      |      |      |      |      |      |      |      |      |      |      |      |      | 13e  |      |      |      |      |      |      |

Dans le domaine biomédical, l'UCL obtient de très bons scores. Par exemple, la faculté de neurosciences de l'UCL est classée deuxième dans le monde et première en Europe, selon le nombre de publications en neurosciences et sciences du comportement recensées par Thomson ISI Essential Science Indicators : cette faculté a sorti plus de deux fois plus de publications dans ce domaine que n'importe quel autre établissement européen. Thomson ISI Essential Science Indicators, de la même manière, classe l'UCL première d'Europe dans le domaine de la médecine clinique.

## Personnalités liées à l'université

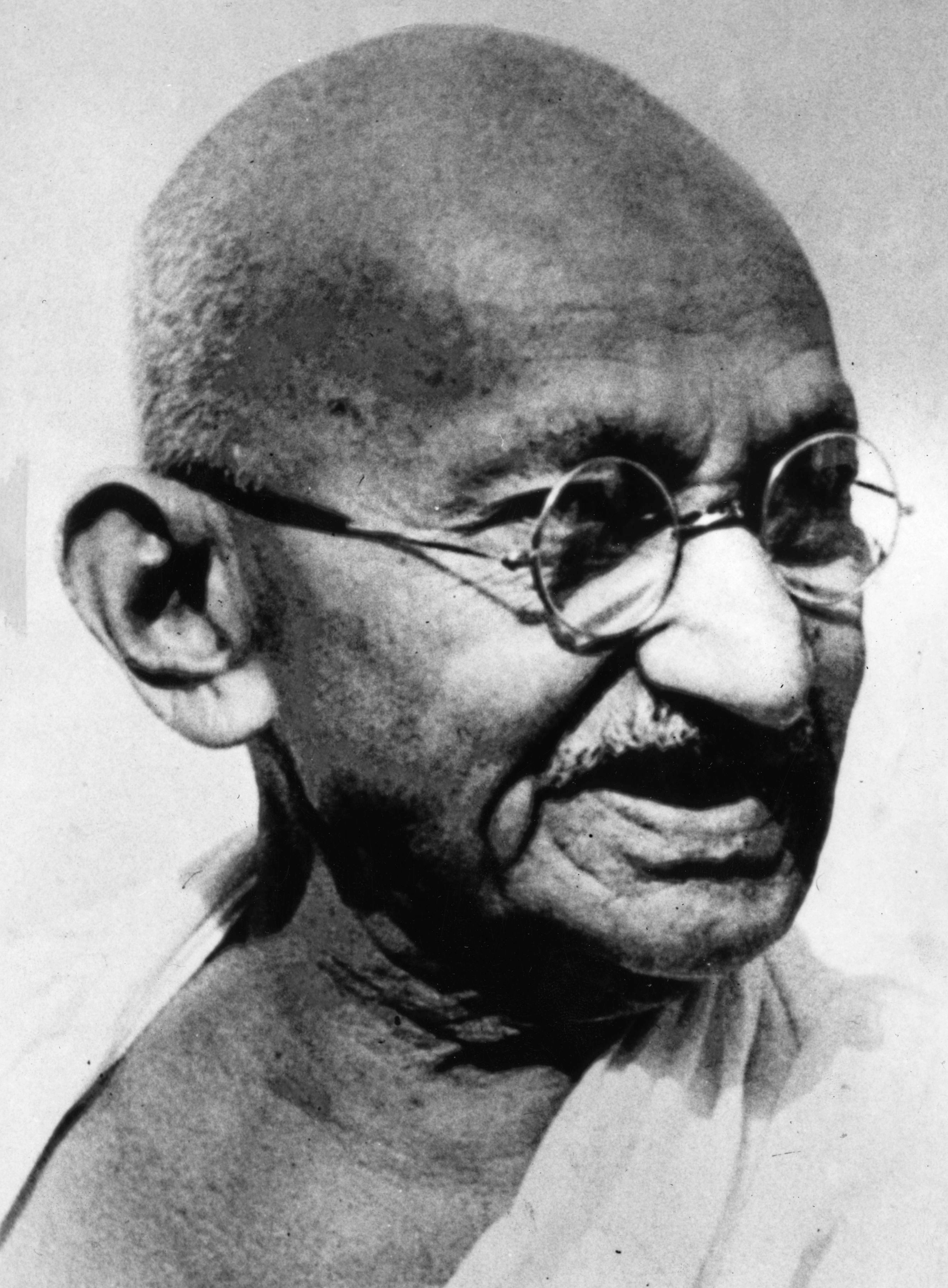
Mahatma Gandhi
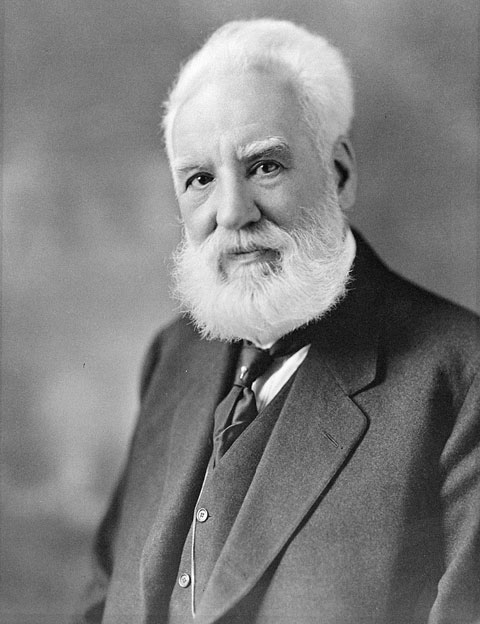
Alexander Graham Bell
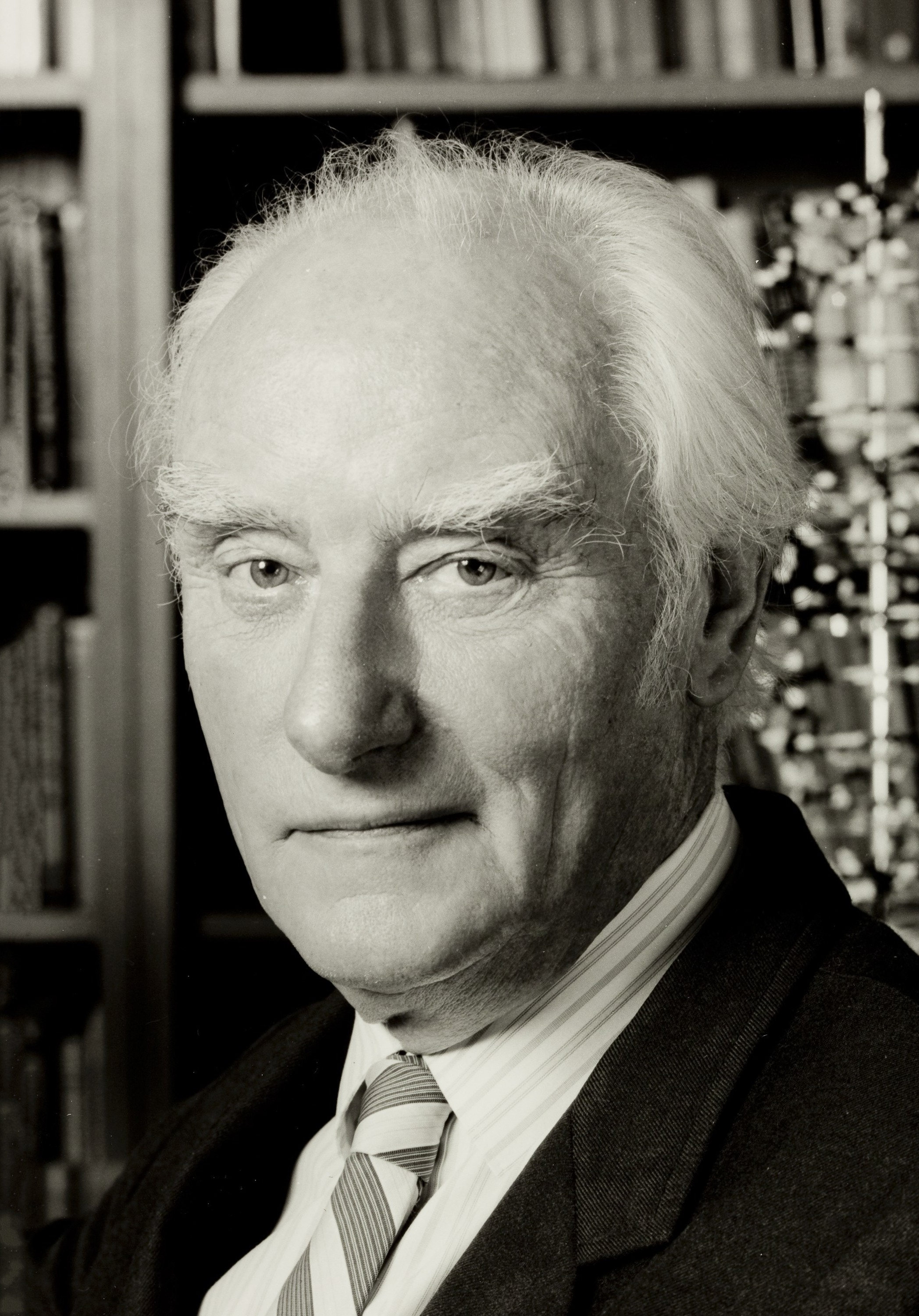
Francis Crick
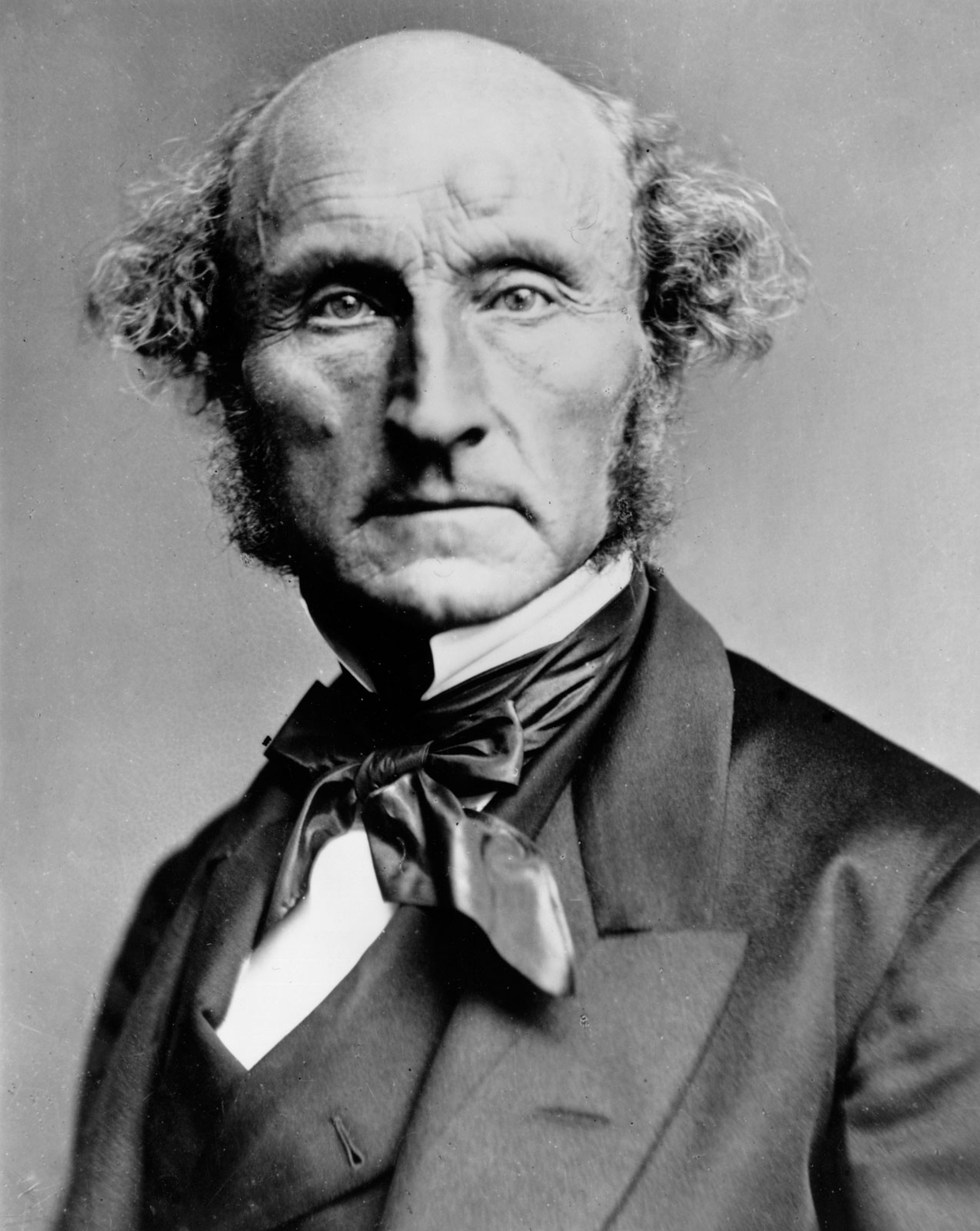
John Stuart Mill
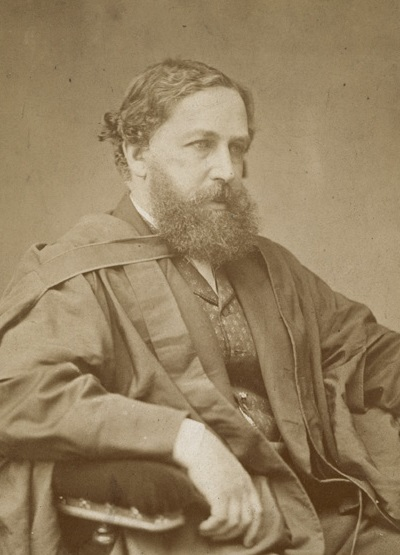
William Stanley Jevons
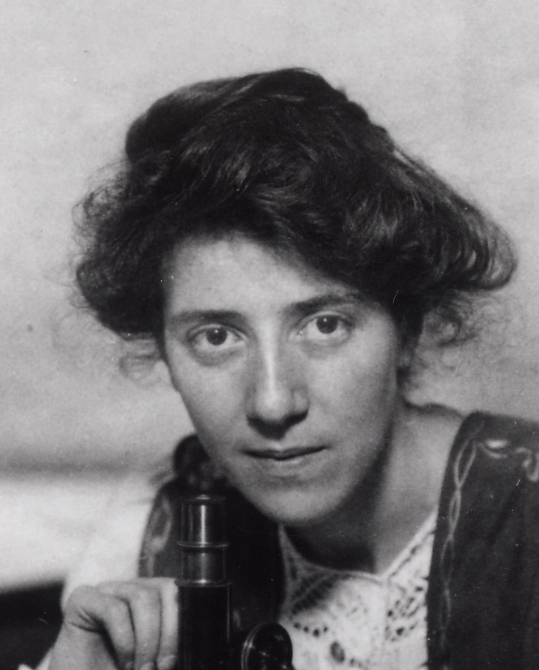
Marie Stopes
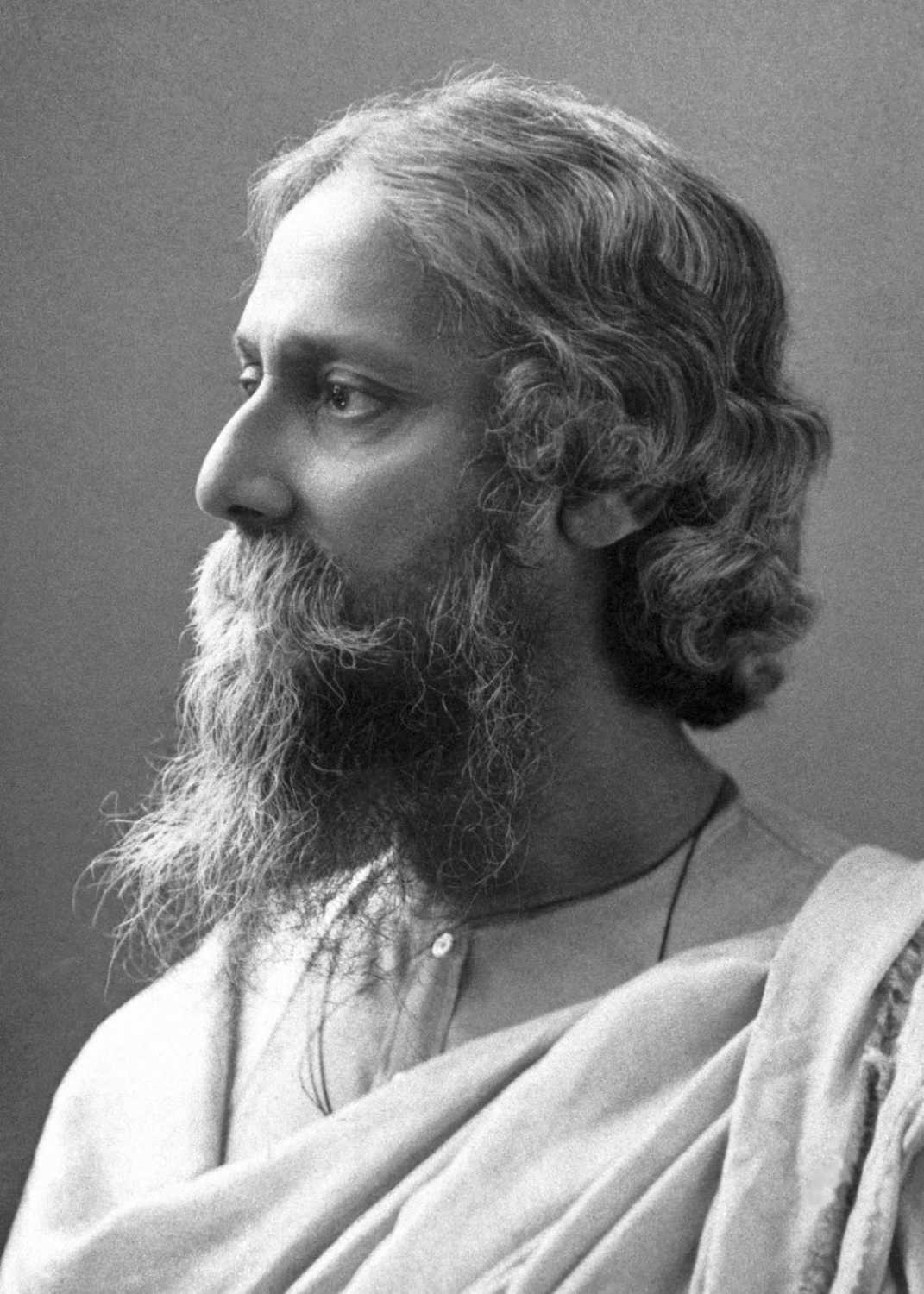
Rabindranath Tagore
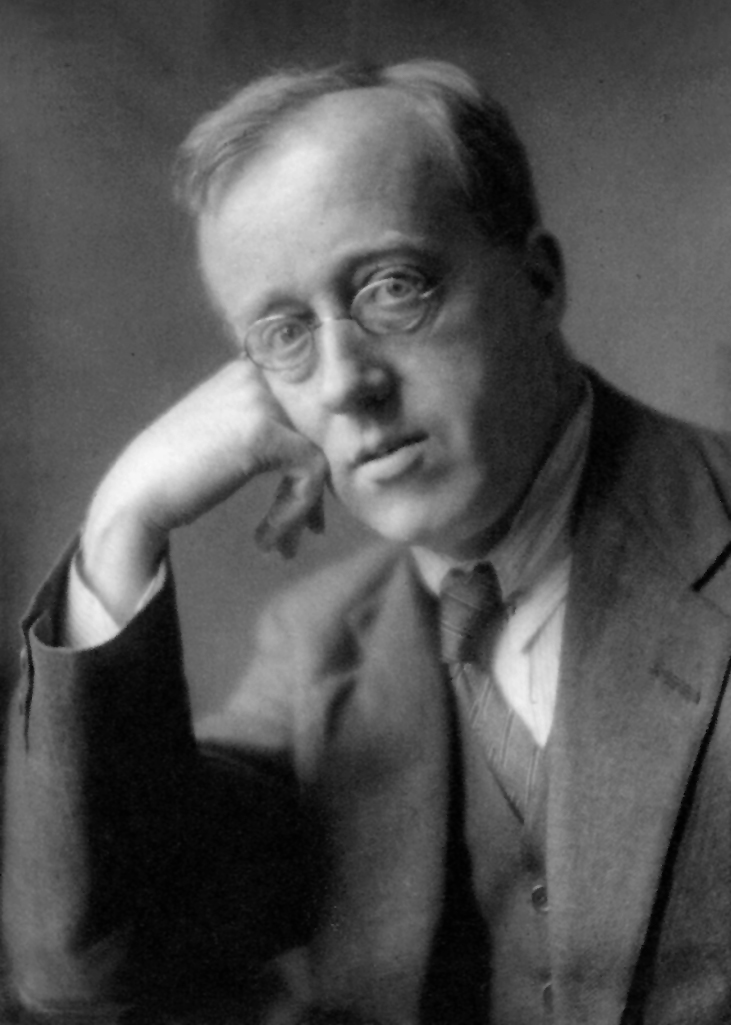
Gustav Holst
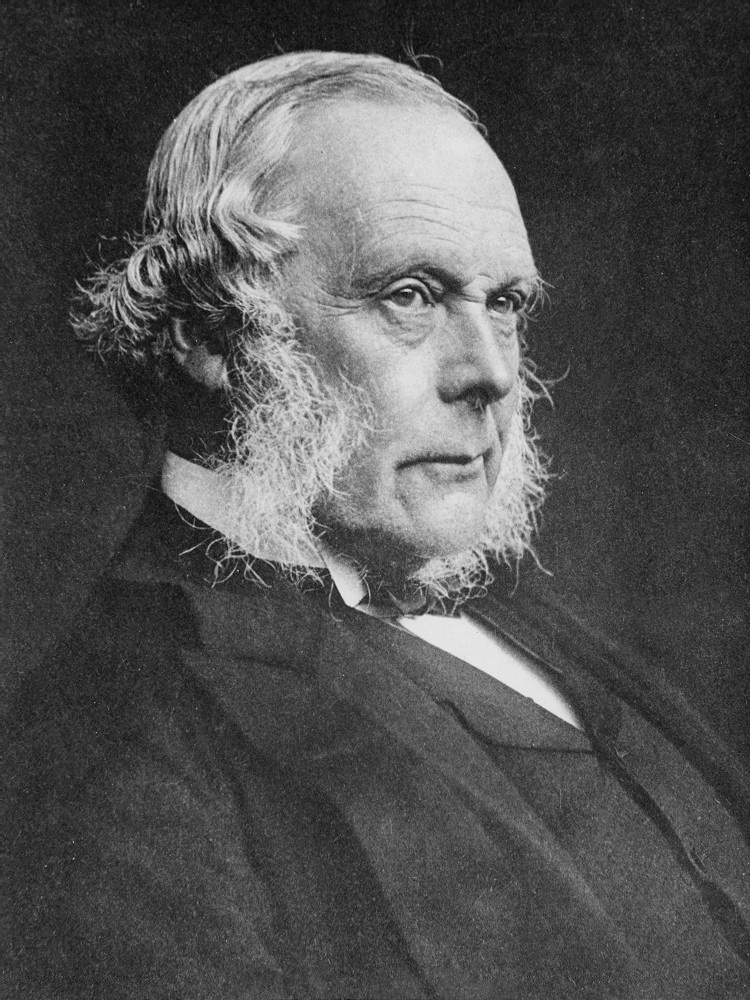
Joseph Lister
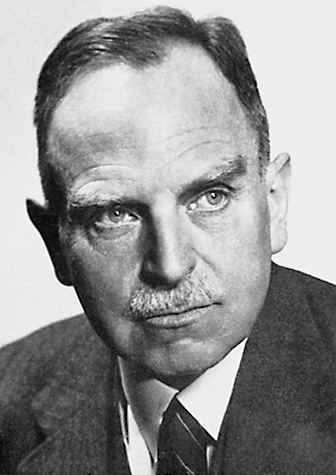
Otto Hahn
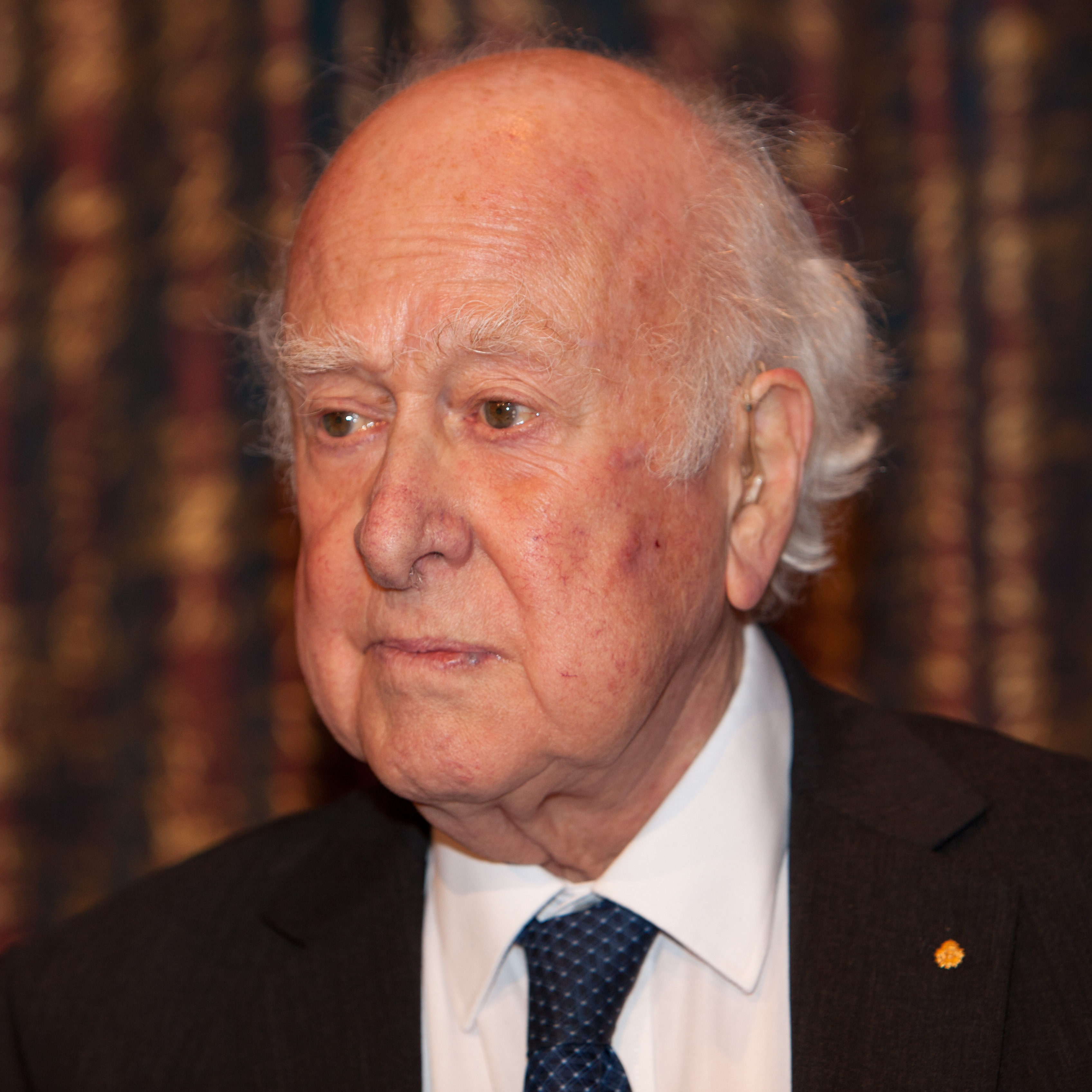
Peter Higgs
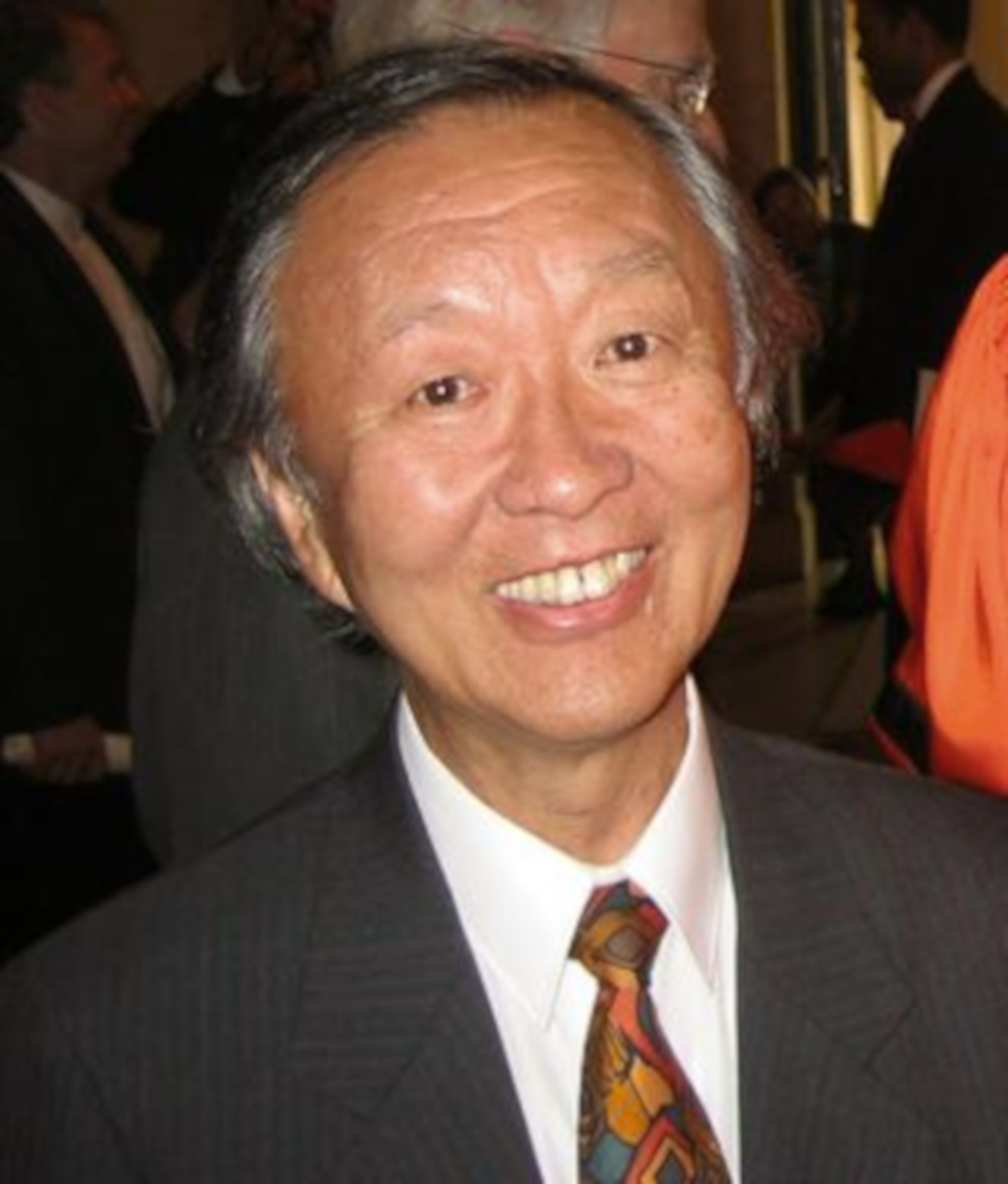
Charles K. Kao
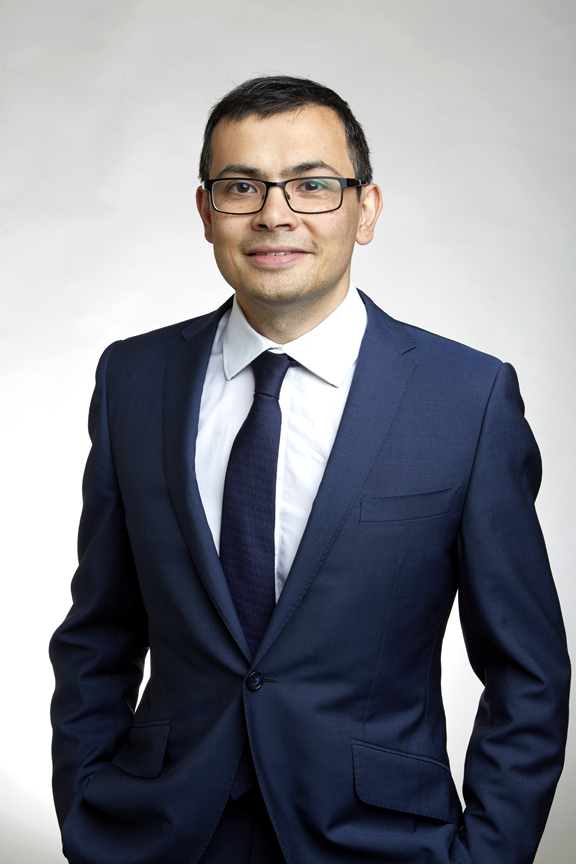
Demis Hassabis
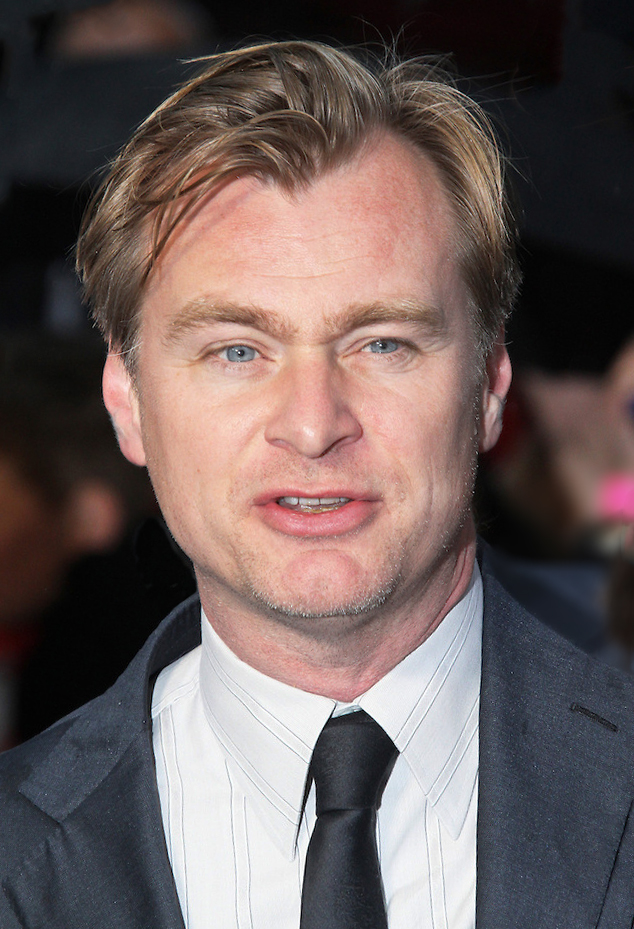
Christopher Nolan
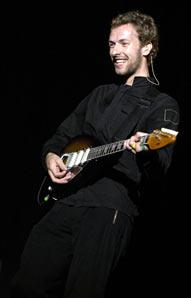
Chris Martin
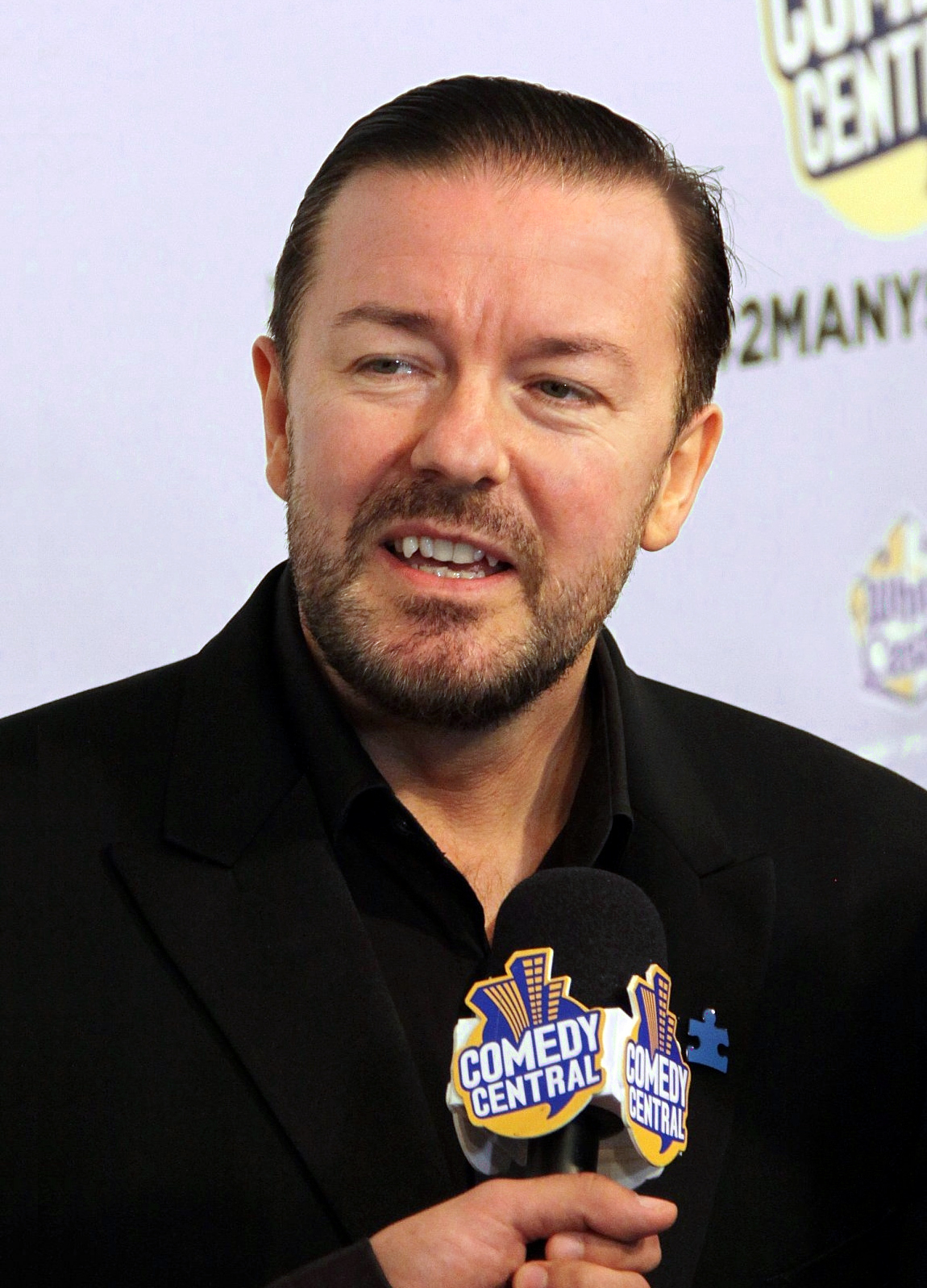
Ricky Gervais

### Professeurs
- Alphonse Legros (peinture)
- William Henry Bragg (sciences physiques - Prix Nobel de physique 1915)
- Alan Baker (mathématiques - Médaille Fields 1970)
- Auguste De Morgan (mathématiques)
- Charles Cassal (langue et littérature françaises - doyen de la faculté de lettres et de droit de 1879 à 1885)
- Louis Napoleon Filon (mathématiques appliquées), directeur de l'observatoire et vice-chancelier de 1933 à 1935.
- William Timothy Gowers (mathématiques - Médaille Fields 1998)
- Andrew Huxley (médecine - Prix Nobel de médecine 1963)
- Peter Medawar (médecine - Prix Nobel de médecine 1960)
- William Ramsay (chimie - Prix Nobel de chimie 1904)
- Antonio Panizzi
- Ijeoma Uchegbu (pharmacologie)
- R. J. Berry (génétique)
- Robyn Carston (linguistique)
- Andrew Oates, biologiste du développement et embryologiste.

### Étudiants

#### Chefs d'État, de gouvernement et d'organisations internationales et personnalités politiques

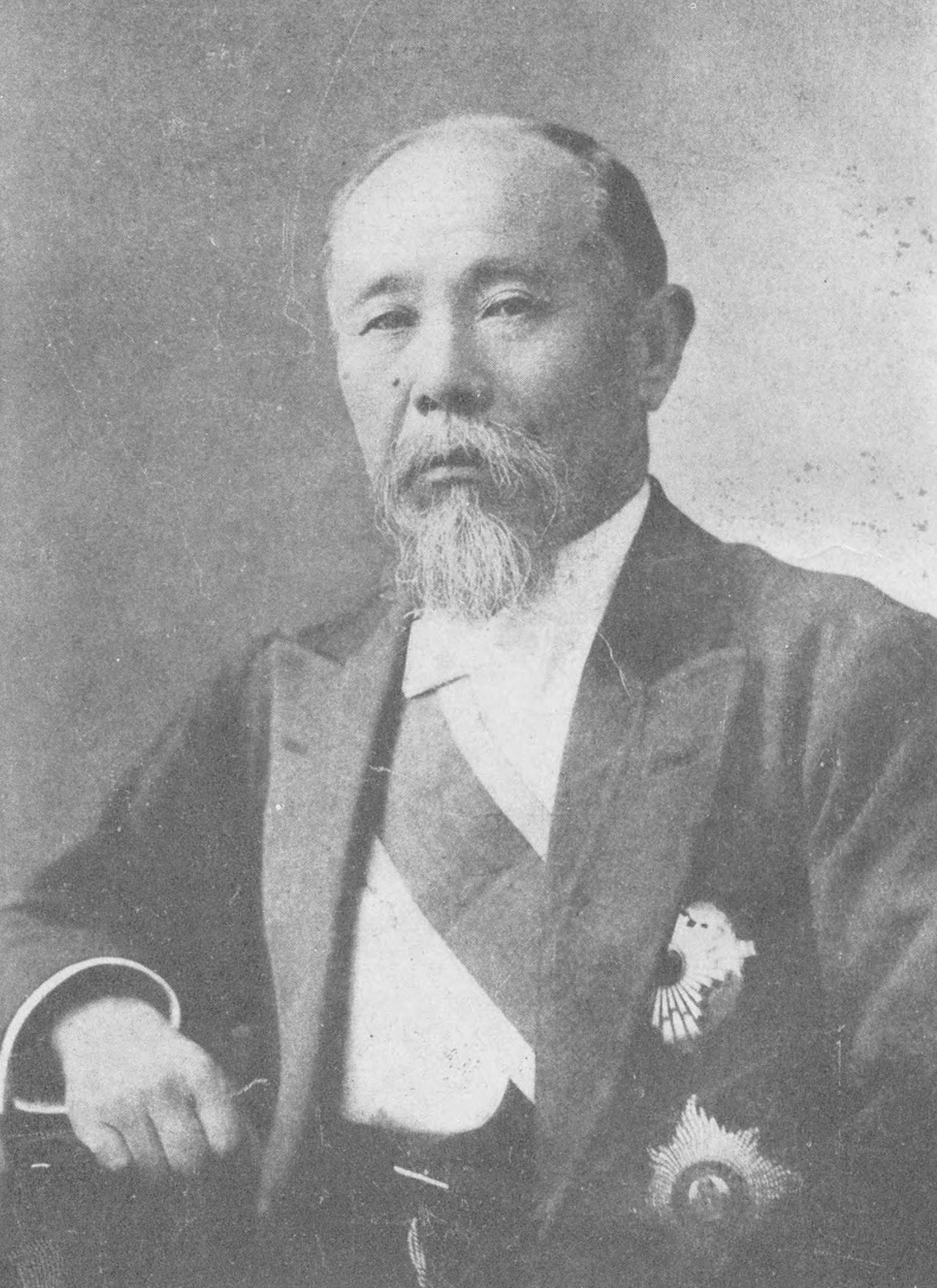
Itō Hirobumi
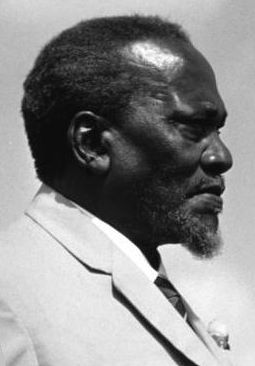
Jomo Kenyatta
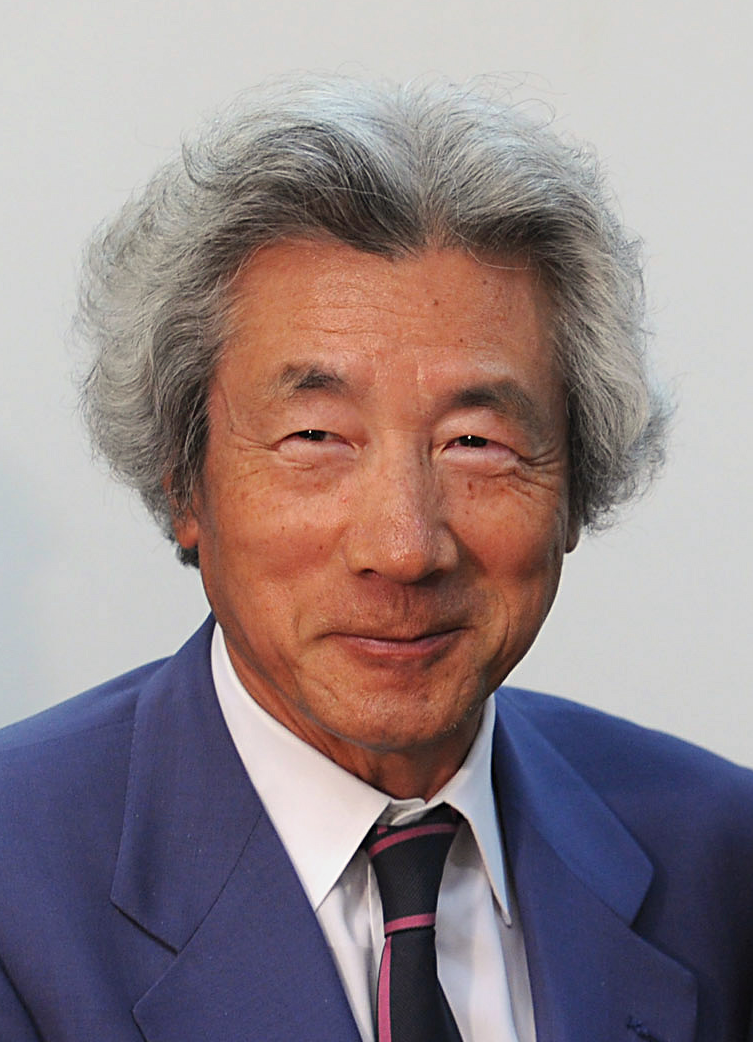
Junichiro Koizumi
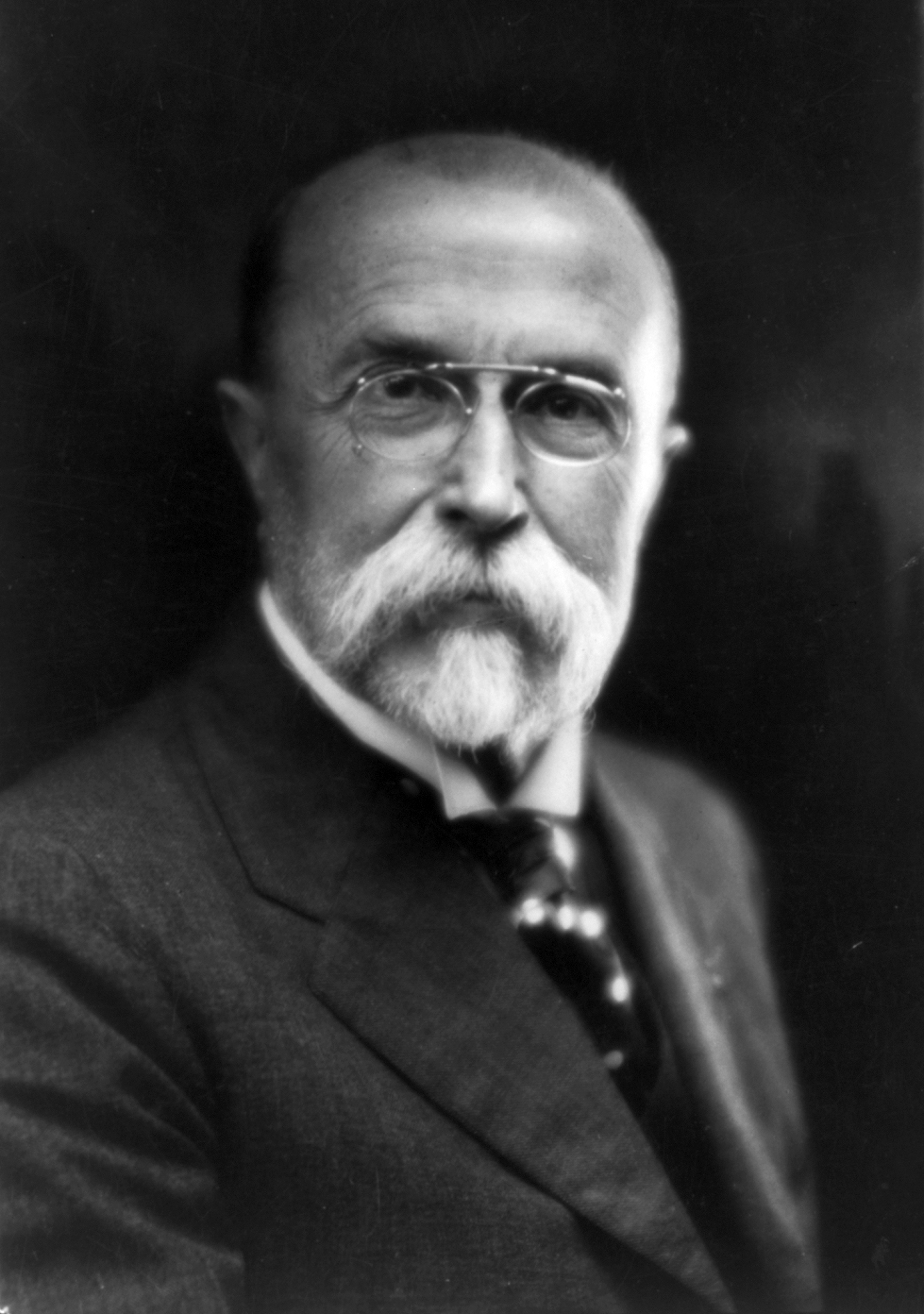
Tomáš Masaryk
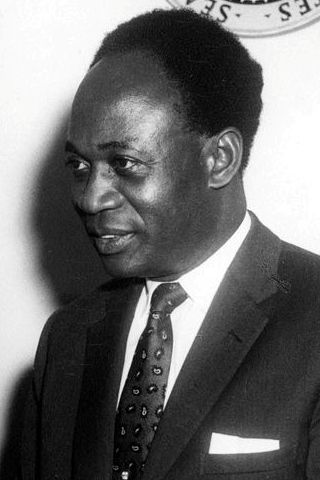
Kwame Nkrumah

| État / Gouvernement | Individu                                | Fonction |
| ------------------- | --------------------------------------- | --- |
| Barbade             | Sir Elliott Belgrave                    | Gouverneur général de la Barbade (2011–)                                                                    |
| Barbade             | Sir Bernard St. John                    | Premier ministre de la Barbade (1985–1986)                                                                  |
| Commonwealth        | Baroness Patricia Scotland              | Secrétaire général du Commonwealth (2016–)                                                                  |
| Conseil de l'Europe | Terry Davis                             | Secrétaire général du Conseil de l'Europe (2004–2009)                                                       |
| Chypre              | Nicos Anastasiades (Νίκος Αναστασιάδης) | Président de Chypre (2013–)                                                                                 |
| Tchécoslovaquie     | Tomáš Garrigue Masaryk                  | 1er Président de la Tchécoslovaquie (1918–1935)                                                             |
| Ghana               | Kwame Nkrumah                           | Premier ministre de la Gold Coast, Premier ministre, Président du Ghana (1952–1966)                         |
| Israël              | Chaim Herzog (חיים הרצוג)               | Président de l'État d'Israël (1983–1993)                                                                    |
| Japon               | Itō Hirobumi (伊藤 博文)                | Premier ministre du Japon (1885–1888, 1892–1896, 1898, 1900–1901)                                           |
| Japon               | Junichiro Koizumi (小泉純一郎)          | Premier Ministre du Japon (2001–2006)                                                                       |
| Kenya               | Jomo Kenyatta                           | Premier Ministre, premier Président du Kenya (1963–1978)                                                    |
| Maurice             | Sir Seewoosagur Ramgoolam               | Premier ministre de l'Ile Maurice britannique, premier ministre (1961-1982), gouverneur général (1983-1985) |
| Nigeria             | Sir Abubakar Tafawa Balewa              | Premier Ministre (1960–1966)                                                                                |
| Australie           | Sir Charles Lilley                      | Premier ministre du Queensland (1868–1870)                                                                  |
| Chine               | Wu Tingfang (伍廷芳)                    | Premier de la République de Chine (1917)                                                                    |
| Roumanie            | Mihai Răzvan Ungureanu                  | Premier ministre de Roumanie (2012)                                                                         |
| Sainte-Lucie        | Sir Vincent Floissac                    | Gouverneur général de Sainte-Lucie (1987–1988)                                                              |
| Trinité-et-Tobago   | Sir Ellis Clarke                        | Gouverneur-Général, 1er Président (1972–1987)                                                               |
| Royaume-Uni         | Martin Bourke                           | Gouverneur des Îles Turques-et-Caïques (1993–1996)                                                          |
| Ouganda             | Benedicto Kiwanuka                      | Ministre en Chef du Protectorat de l'Ouganda (1961–1962), Premier Ministre (1962)                           |
| Nations unies       | Angie Brooks                            | Présidente de l'Assemblée générale des Nations unies (1969–1970)                                            |

- Kirsty Hayes, diplomate et fonctionnaire britannique[55].

#### Artistes et écrivains
- Brett Anderson (Suede)
- Jon Buckland (Coldplay)
- Will Champion (Coldplay)
- Chris Martin (Coldplay)
- Stephen Spender, poète
- Simon Ratcliffe (Basement Jaxx)
- Christopher Nolan (réalisateur)
- Wilhelmina Hay Abbott, conférencière

#### Personnalités scientifiques
- Edward Routh
- Alexandre Graham Bell
- George Udny Yule
- Francis Crick (prix nobel de médecine 1962)
- John Ambrose Fleming
- William Jevons
- Joseph Lister
- John Maynard Smith
- Roger Penrose
- Russell Stannard
- Karl Pearson
- Peter Hall
- Christian de Vartavan (égyptologue)
- Ophélie Véron, chercheuse et blogueuse féministe végane
- Edith Abbott
- Jadesola Akande
- Sylvia Chant
- Sofía N. Antonopoúlou, professeure et écrivaine grecque.

## Bâtiments, départements et collections
L'UCL se trouve dans plusieurs bâtiments séparés. La plupart d'entre eux se trouvent dans le quartier de Bloomsbury près de Euston Station, mais d'autres se trouvent aussi loin qu'Old Street. Certains des bâtiments ont été rattachés à l'UCL par des fusions avec d'autres collèges, d'autres ont été construits récemment. Les plus récents sont l'aide des Sciences de l'ingénieur sur Malet Place et le Andrew Huxley Building sur le campus de Gower Street.
Parmi d'autres bâtiments récents, on peut citer le London Centre for Nanotechnology sur Gordon Street, et un nouveau bâtiment de la School of Slavonic and East European Studies (autrefois à Senate House), qui a été inauguré par la princesse Anne et le président de la République tchèque Václav Klaus en octobre 2005, sur Taviton Street. L'Institut d'Ophtalmologie a également ouvert une nouvelle aile en 2005, avec l'aide de la Wellcome Trust.
Il faut également noter le Department of Statistical Science, premier département de recherche en statistiques fondé par Karl Pearson en 1911.

### Bibliothèque
La bibliothèque de l'UCL est divisée en plusieurs sites sur le campus de l'UCL et dans le quartier de Bloomsbury. L'accès aux bibliothèques est conditionné par une carte magnétique. Les bibliothèques possèdent un catalogue et un système de requêtes en réseau nommé eUCLid. La plus grande collection se trouve dans la bibliothèque principale(UCL Main library), qui est dans le bâtiment principal de l'UCL. Elle contient les ouvrages relatifs aux arts et aux sciences humaines, histoire, économie, droit. La Flaxman Gallery, une collection de sculptures et de peintures de John Flaxman, est visible dans la bibliothèque principale.
La deuxième plus grande bibliothèque de l'UCL, la bibliothèque des sciences (UCL Science library), occupe un bâtiment appelé DMS Watson Building sur Malet Place. Elle contient les ouvrages traitant d'ingéniérie, de mathématiques, anthropologie, géographie et sciences. Elle est adjacente au musée Petrie, auquel on peut accéder à partir de la bibliothèque.

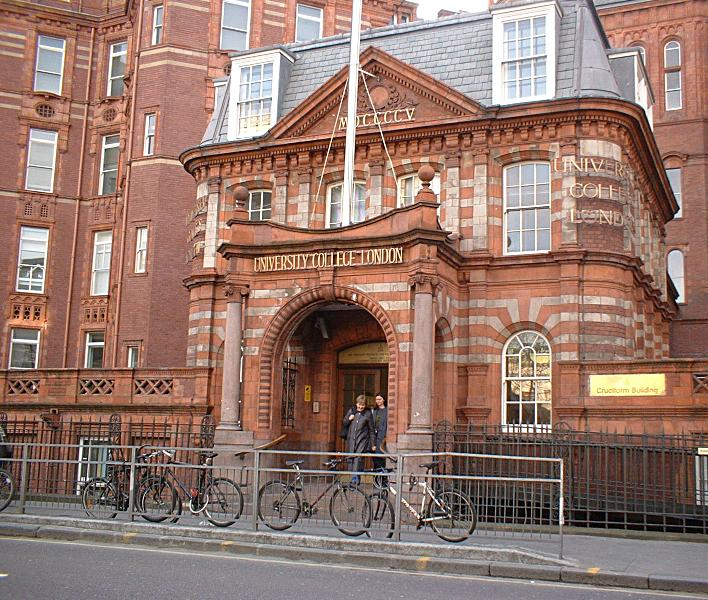
Bâtiment cruciforme de l'UCL abritant la faculté de médecine et la Cruciform library.

Il y a d'autres bibliothèques dans l'UCL : la Cruciform library (sciences médicales), l'Environmental Studies library (architecture), et la bibliothèque de la School of Slavonic and East European Studies sur Taviton Street.
L'UCL possède également sa Special Collections library, qui est une des plus importantes collections universitaires de manuscrits, d'archives et de livres rares au Royaume-Uni. Elle contient des manuscrits médiévaux et d'anciens livres imprimés, ainsi qu'un nombre important d'ouvrages du XVIIIe siècle, et d'importantes quantités d'essais, d'archives et de littérature du XIXe et du XXe siècles, sur un vaste éventail de sujets. Les archives incluent les archives latino-américaines, les collections juives et les archives de George Orwell. Les collections sont souvent exposées dans des vitrines, dans les couloirs du bâtiment principal de l'UCL.
Les ouvrages les plus importants se trouvent dans les chambres fortes. On peut y trouver des éditions originales des Principia d'Isaac Newton, L'Origine des espèces de Charles Darwin, et Ulysse de James Joyce. Le livre le plus ancien de la collection est intitulé The crafte to lyve well and to dye well ; il a été imprimé en 1505.

### Musées et autres collections
L'UCL est responsable de plusieurs musées et collections sur un vaste éventail de sujets :
- Le musée Petrie est une des plus importants musées d'archéologie égyptienne et soudanaise au monde. Il est ouvert au public[71].
- Le musée Grant de zoologie et d'anatomie comparée est une collection d'histoire naturelle couvrant tout le règne animal. Il inclut des squelettes rares de dodo et de quagga, animaux disparus. Il porte le nom de Robert Edmund Grant, le premier professeur de zoologie de l'UCL en 1828, connu pour avoir été le tuteur de Charles Darwin à l'Université d'Edimbourg de 1826 à 1827. Il est ouvert en temps limité et uniquement sur rendez-vous[72].
- Les collections de géologie ont été créées en 1855. Destinées d'abord à l'enseignement, elles peuvent être visitées sur rendez-vous[73].
- Les collections d'art ont été mises en place en 1847, quand une collection de sculptures et de dessins de l'artiste néoclassique John Flaxman ont été présentées à l'UCL. Elles contiennent plus de 10 000 pièces dont les plus anciennes remontent au XVe siècle, dont des dessins de Turner, de Rembrandt, et des œuvres d'artistes britannaiques du XXe siècle. Les œuvres sur papier sont exposées dans la Strang Print Room qui a des horaires d'ouverture limités. Les autres œuvres peuvent être vues sur rendez-vous[74].
- Les collections de l'Institut d'Archéologie incluent des céramiques et des objets de pierre préhistoriques venant du monde entier, la collection Petrie d'artefacts palestiniens, et des céramiques grecques et romaines. Visites uniquement sur rendez-vous[75].
- Les collections d'ethnographie contiennent une grande variété d'objets, textiles et artefacts venant du monde entier. Visites uniquement sur rendez-vous[76].
- La collection Galton contient les instruments scientifiques, les notes et les journaux personnels de Sir Francis Galton. Elle est située dans le département de biologie et se visite uniquement sur rendez-vous[77].
- Les collections de sciences rassemblent divers objets scientifiques appartenant à l'histoire de l'UCL, comme la table d'opération où le premier anesthésique a été administré. Visites uniquement sur rendez-vous[78].

L'UCL est en train de créer une nouvelle structure nommée « Institute for Cultural Heritage », qui permettra d'améliorer l'accès du public à ses collections. Les Special Collections de la bibliothèque en feront partie. L'institut possèdera des galeries pour le musée Petrie, pour les collections d'art et les Special Collections de la bibliothèque, des salles pour les expositions temporaires des autres collections, ainsi que des salles de conférence et d'étude. Le permis de construire a été accordé en 2004, les travaux ont commencé en 2007 et l'institut doit ouvrir en 2009.

### Médecine et hôpital

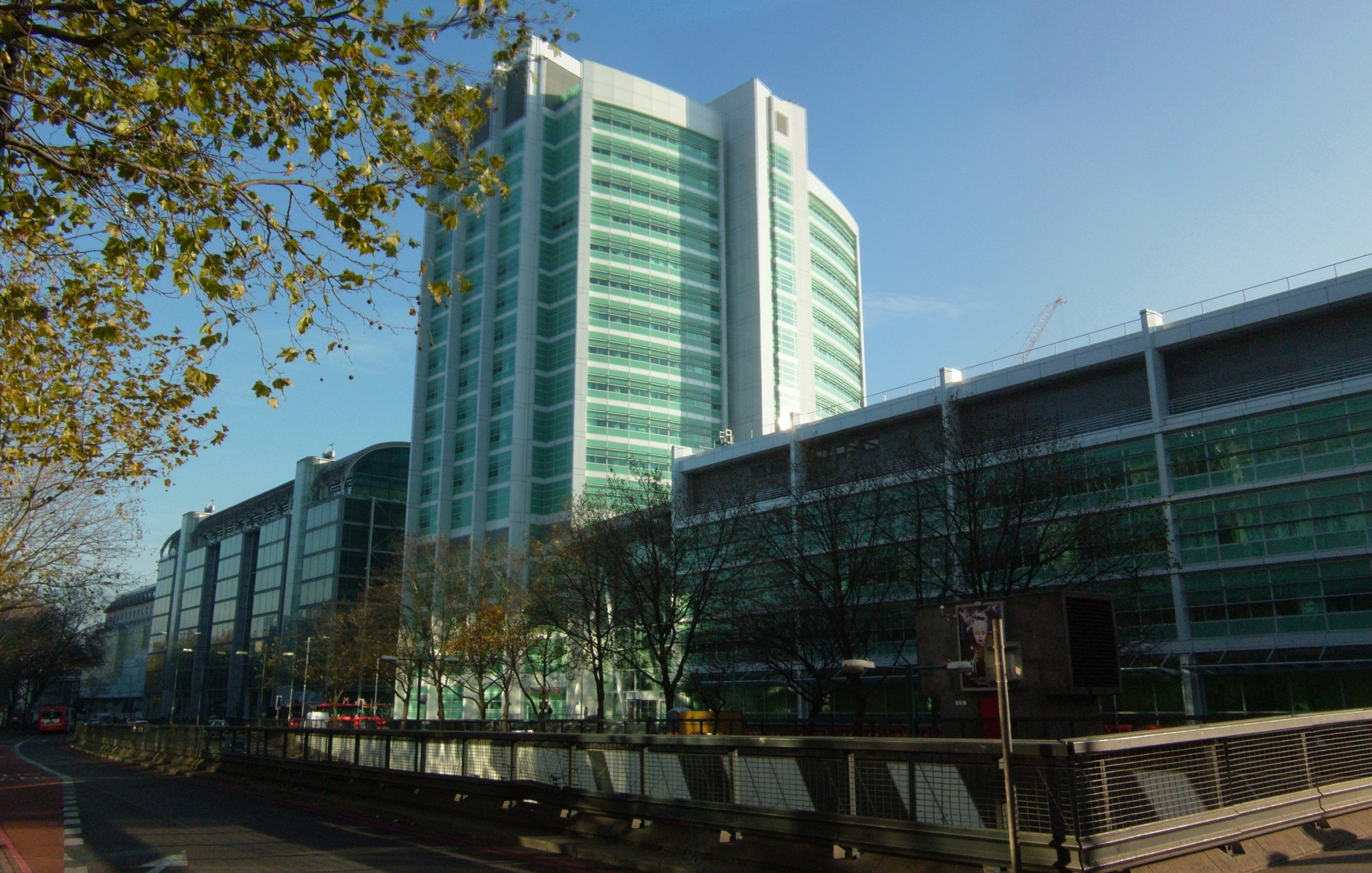
University College Hospital.

La Royal Free and University College Medical School décerne des diplômes de médecine en six ans. L'UCL propose des cours de médecine depuis 1825, mais cette école est issue de la fusion de deux autres écoles en 1998.
La médecine clinique est enseignée principalement dans trois hôpitaux de Londres : University College Hospital, le Royal Free Hospital et le Whittington Hospital. University College Hospital est un des plus grands hôpitaux du centre de Londres, et il est financé en partie par l'UCL. Les bâtiments de l'University College Hospital se trouvent principalement autour de Bloomsbury, mais le bâtiment principal, incluant les urgences, se trouve sur Euston Road. En 2004, des travaux ont commencé pour restaurer le bâtiment principal ; les travaux sont pratiquement finis actuellement, la dernière extension du bâtiment doit être terminée courant 2008. L'UCL possède également sa propre compagnie de commercialisation de nouvelles technologies et innovations scientifiques, UCLB.

## Logement des étudiants
Beaucoup d'étudiants de l'UCL sont logés dans les résidences du campus, ou dans d'autres logements étudiants comme :
- Arthur Tattersall House (115-131 Gower Street)
- Astor College (99 Charlotte St)
- Campbell House East and West (Taviton Street)
- Ifor Evans & Max Rayne Student Residences (109 Camden Road)
- Frances Gardner House and Langton Close (Gray's Inn Road)
- John Tovell House (89 & 93-7 Gower Street)
- John Dodgson House (Bidborough Street)
- Ramsay Hall Student Residence (Maple Street)
- Schafer House Student Residence (Drummond Street)
- James Lighthill House (Pentonville Road)
- Goldsmid House - doit être fermée en 2008 ; les bâtiments doivent être transformés en bureaux, magasins et appartements, de par leur emplacement privilégié sur Oxford Street. La maison était nommée d'après Sir F.H. Goldsmid, trésorier de l'UCL au XIXe siècle.

La plupart des étudiants en logement étudiant sont en première année. Les étudiants plus âgés prennent souvent des logements dans le secteur privé. Les étudiants de l'UCL peuvent également obtenir des places dans les résidences étudiantes de l'Université de Londres comme Connaught Hall. L'UCL propose également des places limitées aux étudiants mariés ou ayant des enfants, à Bernard Johnson House, Hawkridge, Neil Sharp House et le Lilian Penson Hall de l'Université de Londres.

## University College London Union
L'union des étudiants de l'UCL, fondée en 1893, affirme être l'union d'étudiants la plus ancienne d'Angleterre. De nos jours, elle sert à fournir divers services aux étudiants de l'UCL. Elle est dirigée par des membres élus et permet l'accès à des clubs et des sociétés, des structures sportives, ainsi qu'un service de conseil, des bars, des cafés et des magasins.

## Rivalité avec King's College
L'UCL a une vieille tradition de rivalité, généralement amicale, avec le King's College London. Les étudiants de KCL appellent souvent l'UCL « Godless Scum of Gower Street » (« la racaille sans dieu de Gower Street »), en référence à un commentaire fait à la fondation du KCL qui était basé sur des principes chrétiens. De la même manière, les étudiants et le personnel de l'UCL appellent le KCL « Strand Polytechnic ». La rivalité entre les deux universités est connue sous le nom de « Rags » (chiffons).
La mascotte du KCL, Reggie, a été perdue pendant plusieurs années vers 1990 ; elle a été retrouvée abandonnée dans un champ, restaurée pour environ 15 000 £ et exposée à l'union des étudiants. Elle a été placée dans une vitrine et remplie de béton pour empêcher un nouveau vol, en particulier par les étudiants de l'UCL qui l'ont autrefois castrée. Cependant, le KCL, de son côté, a également volé une mascotte de l'UCL, Phineas. On prétend parfois que les étudiants du KCL ont joué au football avec la tête embaumée de Jeremy Bentham. Si la tête a effectivement été volée et retrouvée, l'anecdote du football est un mythe, démenti par la documentation officielle de l'UCL sur Bentham. Sa tête est désormais gardée dans les coffres de l'UCL.

## Politique d'investissements éthiques
La politique d'investissements de l'UCL exclut l'investissement dans des compagnies de tabac ; cependant, elle n'exclut pas les investissements dans les compagnies d'armes. En 2006, la Campaign Against Arms Trade (CAAT) a révélé que l'UCL était le plus grand investisseur universitaire connu des compagnies d'armes au Royaume-Uni. Actuellement, l'UCL investit 1 591 627 £ dans les sociétés Cobham plc et Smiths Group, qui fabriquent toutes deux du matériel d'avions militaires et d'autres armes. Cela représente 1,7 % des investissements de l'UCL.

## Tournages à l'UCL
À cause de sa position à l'intérieur de Londres et de l'architecture historique du bâtiment principal, l'UCL a souvent été utilisée dans le tournage de films et de téléfilms. Récemment, une des salles a par exemple servi de décor pour le film Inception de Christopher Nolan, ancien étudiant de l'UCL.